# Platja de Bellamar
La platja de Bellamar és una platja urbana de la costa del Maresme, situada davant del nucli antic de la població de Premià de Mar (Maresme). Limita a llevant amb el port de Premià i a ponent amb l'espigó de Bellamar, que la separa de la platja del Pla de l'Os. Té una longitud de 280 metres i una amplada mitjana de 70 metres, formada per sorra mitjana i gruixuda. És més ampla al costat més proper al port, l'espigó del qual la protegeix dels temporals de llevant.
Disposa de quioscos, dutxes, font d'aigua potable, servei de vigilància, instal·lacions infantils i passeres de fusta. S'hi accedeix a peu pel pas subterrani que hi ha prop de l'estació de tren, a la platja del Pla de l'Os, o des de l'extrem de llevant, on es troba el port de Premià.
En aquesta platja hi ha colgat un búnquer, identificat com a B-3, del que només n'és visible la coberta, al pas de vianants que hi ha entre les vies del tren i la platja.